# Shamanippon -힘 의람사-
《shamanippon -힘 의람사-》(shamanippon -ラカチノトヒ- shamanippon -라카치노토히-[*])는 도모토 쯔요시의 통상 7번째 정규 음반이다.

## 개요
정규 음반으로서는, 2009년 발매한 《아름다움 나 하늘 - 비 가 쿠 ~ my beautiful sky》 이래로, 약 3년 만의 음반이다.
부제 〈힘 의람사(라카치노토히)〉는 거꾸로 읽으면 〈사람의 힘(히토노치카라)〉이 된다.

## 수록곡
전곡 작사·작곡: 도모토 쯔요시 / 편곡: shamanippon

### 초회반 A (도모토쿠베쯔요시짱반)
Songs CD
1. shamanippon ～くにのうた / shamanippon ~나라의 노래
2. に　ひ / 니 히
3. きみがいま / 네가 지금
4. 一鼓動 ～1 beat / 하나의 고동 ~1 beat
5. Mind light blues
6. 未来への忘れ物 / 미래에의 잃어버린 것
7. I'm you You're me
8. ･･･ラカチノトヒ -sun arrange- / ･･･힘 의람사 -sun arrange-
9. 埃 / 티끌
10. 縁を結いて -live arranger ver. / 인연을 맺으며 -live arranger ver.

Instrumental CD
1. 人間力 / 인간력
2. 意志 / 의지
3. 岩清水 / 석간수
4. 第0感 / 제0감
5. 新しい鼓動 / 새로운 고동
6. 決意 / 결의
7. 裏切りもの / 배신자
8. 儀式 / 의식

DVD
1. Instrumental CD 수록 전 8곡의 Music video
2. 앨범 제작 Making

### 초회반 B (토쿠베쯔요시짱반)
Songs CD
1. shamanippon ～くにのうた / shamanippon ~나라의 노래
2. に　ひ / 니 히
3. ひとからなにかへと / 사람으로부터 무언가에
4. 未来への忘れ物 / 미래에의 잃어버린 것
5. きみがいま / 네가 지금
6. 一鼓動 ～1 beat / 하나의 고동 ~1 beat
7. I'm you You're me
8. SUNK you
9. 縁を結いて -live arranger ver. / 인연을 맺으며 -live arranger ver.

Instrumental CD
1. 人間力 / 인간력
2. 意志 / 의지
3. 岩清水 / 석간수
4. 第0感 / 제0감
5. 新しい鼓動 / 새로운 고동
6. 決意 / 결의
7. 裏切りもの / 배신자
8. 儀式 / 의식

DVD
1. shamanippon ～くにのうた Music video
2. Music video 제작 추체험 Making

### 통상반 (후쯔요시반)
1. shamanippon ～くにのうた / shamanippon ~나라의 노래
2. に　ひ / 니 히
3. The next dimension
4. ひとからなにかへと / 사람으로부터 무언가에'
5. 未来への忘れ物 / 미래에의 잃어버린 것
6. きみがいま / 네가 지금
7. 一鼓動 ～1 beat / 하나의 고동 ~1 beat
8. ･･･ラカチノトヒ -moon arrange- / ･･･힘 의람사 -moon arrange-
9. TUKUFUNK
10. 縁を結いて -live arranger ver. / 인연을 맺으며 -live arranger ver.